# Кеисуке Хонда
Кејсуке Хонда (јап. 本田 圭佑; 13. јун 1986) јапански је фудбалер који je играo за Фудбалску репрезентацију Јапана.
Године 2011. са јапанском репрезентацијом освојио АФК азијски куп и проглашен језа најкориснијег играча првенства. Почео је да игра фудбал у другом разреду основне школе. Године 2005, након завршетка школовања, почео је да игра у клубу Нагоја Грампус.

## Статистика
| Јапан  | Јапан | Јапан |
| Год.   | Ута.  | Гол.  |
| ------ | ----- | ----- |
| 2008   | 1     | 0     |
| 2009   | 10    | 3     |
| 2010   | 12    | 3     |
| 2011   | 8     | 2     |
| 2012   | 9     | 4     |
| 2013   | 12    | 8     |
| 2014   | 13    | 4     |
| 2015   | 14    | 10    |
| 2016   | 7     | 2     |
| 2017   | 5     | 0     |
| 2018   | 7     | 1     |
| Укупно | 98    | 37    |

## Трофеји

### Клуб
Венло
- Друга лига Холандије (1) : 2008/09. (промоција у виши ранг)

ЦСКА Москва
- Првенство Русије (1) : 2012/13.
- Куп Русије (2) : 2010/11, 2012/13.
- Суперкуп Русије (1) : 2013.

Милан
- Суперкуп Италије (1) : 2016.

### Репрезентација
Јапан
- Куп Азије (1) : 2011.